# Lelant
Lelant (Betonung auf der letzten Silbe, kornisch: Lalant) ist ein Dorf im ehemaligen District Penwith der Grafschaft Cornwall in England an der Mündung des Flusses Hayle und gehört zur Gemeinde des 3 Meilen entfernten St Ives. Der Bahnhof von Lelant ist der Ausgangspunkt für Park-and-ride nach St Ives. 
Erstmals schriftlich erwähnt wurde dieser Ort im Jahre 1170 als Lananta. Der Name des Orts, gebildet aus den kornischen Wörtern lann und der Heiligen St. Anta, bedeutet Ort der Kirche der heiligen Anta. Im Mittelalter besaß Lelant einen Hafen an der Flussmündung, der aber bald versandete. Heute ist die Mündung des Hayle ein Salzsumpfland und kann nur von leichten Schiffen bei Flut befahren werden.
In den Sanddünen vor der Flussmündung liegt die gotische Kirche von St Uny, benannt nach dem irischen Missionar Uny aus dem 6. Jahrhundert und erbaut im 15. Jahrhundert. Da sie ständig der Gefahr ausgeliefert war, von den Dünen überhäuft zu werden, legte man umfangreiche Anpflanzungen von Strandhafergras zur Festigung der Sanddünen an. Unmittelbar an die Kirche grenzend liegt in den Dünen der Golfplatz des West Cornwall Golf Club.
Die Schriftstellerin Rosamunde Pilcher wurde 1924 in Lelant geboren und in St Uny getauft.

## Bilder

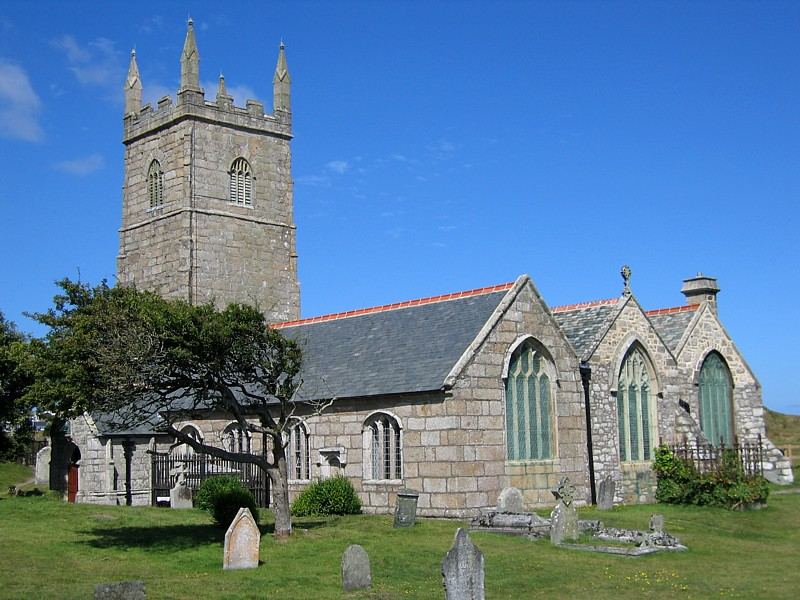
St Uny von Norden
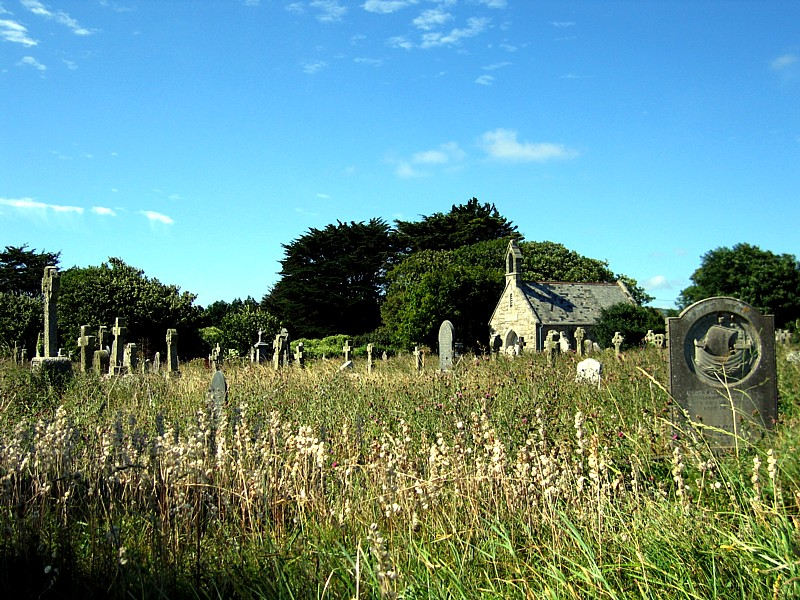
Friedhof von St Uny
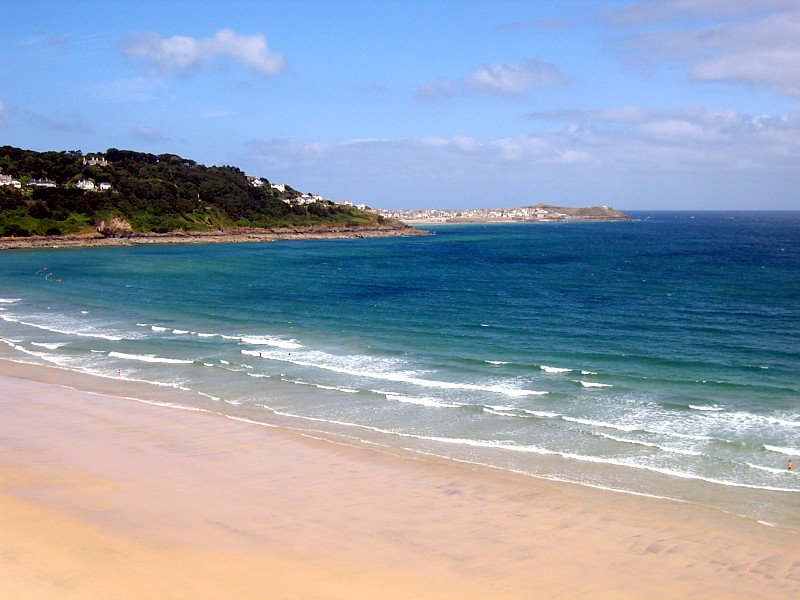
Carbis Bay bei Lelant

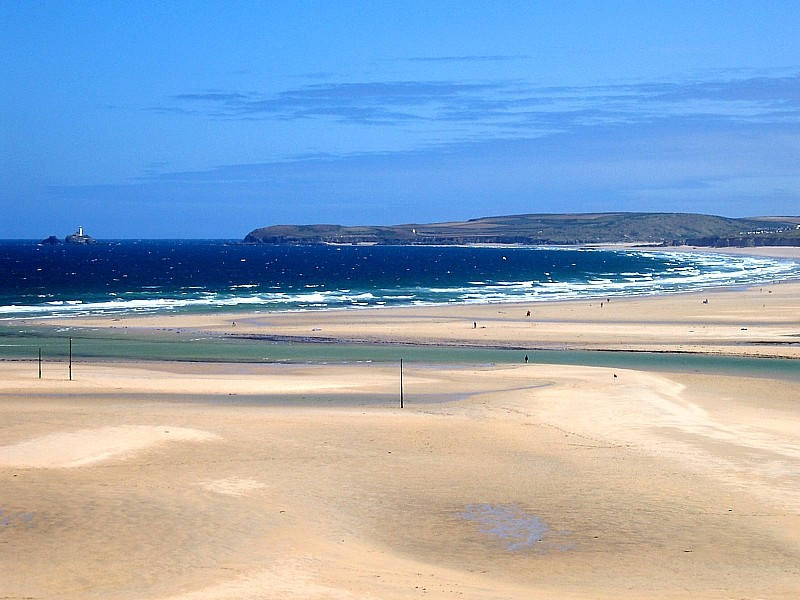
Porth Kidney Sands und Hayle Towans Beach
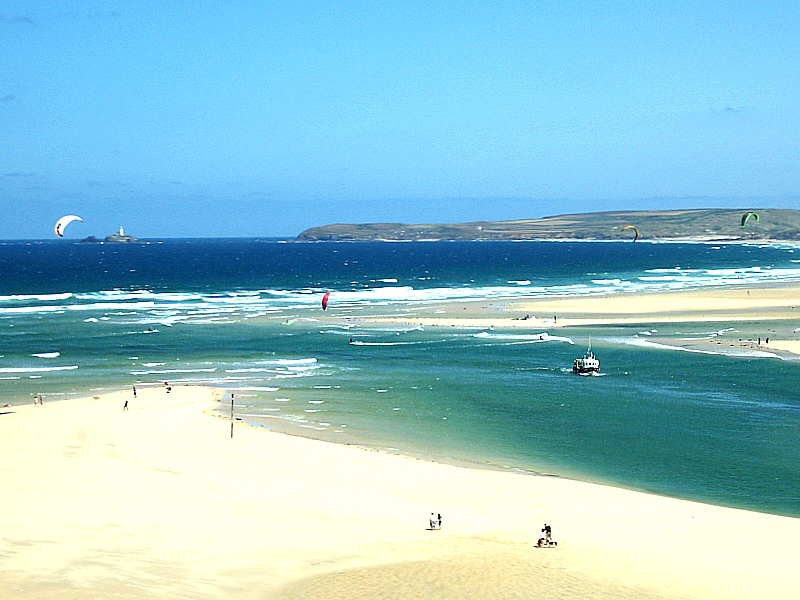
Mündung des Hayle
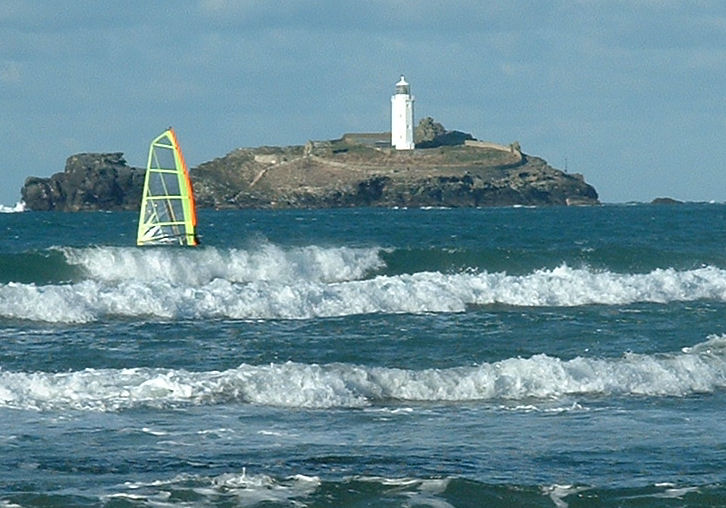
Leuchtturm von Godrevy Point